# 西方の人
『西方の人』（せいほうのひと、さいほうのひと）は、芥川龍之介の随筆（エッセイ）、評論。1927年8月、雑誌『改造』に初出。1927年7月10日に書き上げられ、「続」と銘打たれた『続西方の人』（『改造』1927年9月）は、自殺前夜に脱稿された。
読み方には「せいほうのひと」、「さいほうのひと」の両説がある（青空文庫では後者を採っている）。

## 内容
芥川が自裁を前にしてクリスト（キリスト）の一生を自身の一生となぞらえ、あるいは対置しながら描いたものとされる。新約聖書の福音書、特にマタイ福音書をベースに、項目を拾い出し、37の短い章が立てられている。「西方の人」が語られる時は、必然的に「作者の死」と深く関わってくる。「作者の自画像＝クリスト」なのか、あるいは「クリストと作者の距離」があるのかという議論が繰り返されてきた。芥川の作品の中でも特に論評が多い作品である。
また、作品の末尾に描かれるクリストの最後を表現した「折れた梯子」が、「天上から地上へ登る」と形容されている事から、生への希求が表現されていると主張する一派が生まれた。「地上から天上へ登る」の誤記ではないかとする人たちとの論争は、平行線のまま解消されていない。最近は当時の言説全体からの位置づけなどが課題になっている。